# Dave Palamar
Dave Palamar (* um 1950) ist ein US-amerikanischer Jazzmusiker (Schlagzeug).

## Leben und Wirken
Palamar leistete seinen Militärdienst bei der US-Luftwaffe ab; dort spielte er in der Militärkapelle The United States Air Force Airmen of Note, mit der erste Aufnahmen entstanden (Come Out Swingin’ (1972), mit Sarah Vaughan und Sue Raney). Nach seiner Entlassung aus der Armee spielte er in den späten 1970er-Jahren in Virginia, Pennsylvania und Washington DC mit Nathan Davis (If, 1976), Michael Pedicin Jr. (City Song), Mike Crotty & The Sunday Morning Jazz Band, im Trio von Stefan Scaggiari  und bei Tim Eyermann. Außerdem spielte er in dieser Zeit mit Bill Kirchner und dem Trio Unity (Terry Plumeri und Howard Chichester), des Weiteren als Sessionmusiker mit den Rockbands Khemistry und The Assassins (No Previous Record, 1986) sowie mit der Sängerin Gayle Adams (Fever, 1982). Im Bereich des Jazz war er zwischen 1972 und 1985 an 17 Aufnahmesessions beteiligt.